# Émile Berchmans

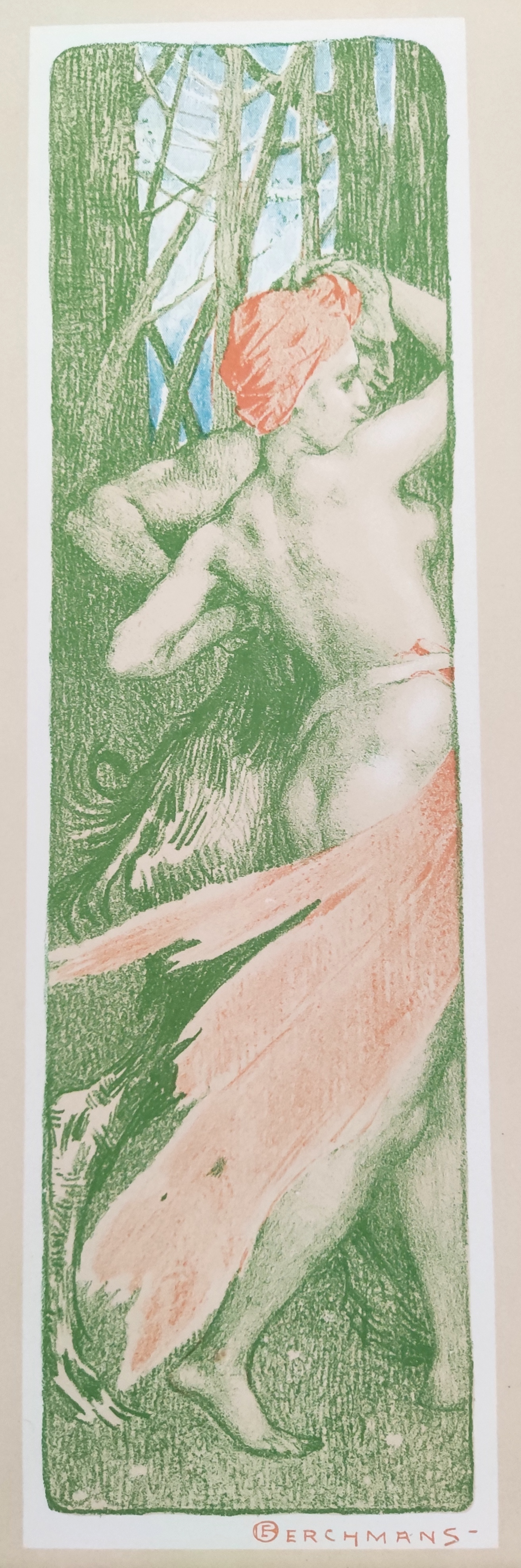
Emile Berchmans Renouveau litografia pubblicata da L'Estampe moderne

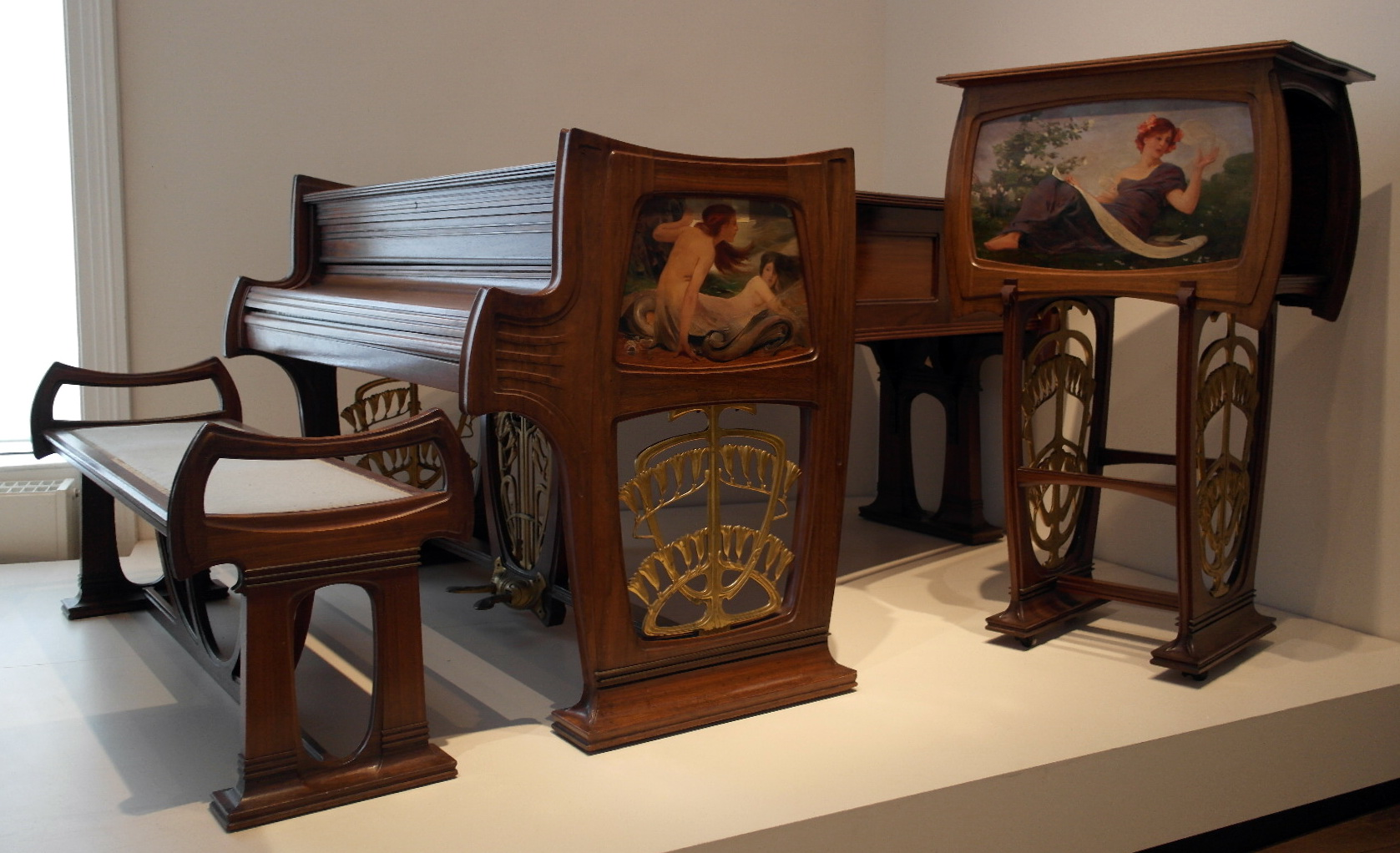
Liegi, Grand Curtius, piano in stile Art Nouveau decorato da Berchmans nel 1902

Émile Berchmans (Liegi, 8 novembre 1867 – Bruxelles, 5 novembre 1947) è stato un pittore e illustratore belga.

## Biografia
Émile Berchmans è figlio del pittore Émile-Édouard Berchmans, fratello dello scultore Oscar Berchmans.
Formatosi nell'atelier di suo padre e all'Accademia di belle arti di Liegi dove è stato allievo di Adrien de Witte, Émile Berchmans sviluppa la maggior parte della sua carriera a Liegi. Con Armand Rassenfosse e Auguste Donnay è uno dei principali creatori di manifesti della stamperia d'August Bernard a Liegi la collaborazione tra i tre artisti belgi e il tipografo francese è alla base d'una produzione grafica all'avanguardia nell'arte dei manifesti in Europa alla fine del XIX secolo e l'inizio del XX secolo.
Nel 1904 Émile Berchmans è nominato professore di composizione teorica e di bozzetti all'Accademia di Belle Arti di Liegi e diventa professore di Régine Renchon, prima moglie di Georges Simenon; assume l'incarico di docente di pittura e arti decorative a partire dal 1922 e diventa direttore dell'Accademia dal 1930 al 1934.
Nel 1892 è il primo presidente del Royal Football Club de Liège.

## Studenti di Émile Berchmans all'Académie Royale des Beaux-Arts di Liegi
- 1909-1915 - Robert Crommelynck
- 1910 - Jean Donnay
- 1910 - Marcel de Lincé
- 1915 - Luc Lafnet
- 1919 - Joseph Bonvoisin
- 1919-1924 - Toussaint Renson
- 1925 - Paul Daxhelet
- 1930 - Georges Comhaire[1]

## Opere

### Manifesti litografici
- 1895: The Fine Art and General Insurance Company.
- 1895: Amer Mauguin.
- 1896: Association pour l'encouragement des beaux-arts de la ville de Liège, ristampata da Les Maîtres de l'affiche.
- 1897: Renouveau, litografia pubblicata da L'Estampe moderne.
- 1897: Maison Serrurier-Bovy, per la rivista di Gustave Serrurier-Bovy, architetto e decoratore Art Nouveau.
- 1898: Fabrique Nationale, per la Fabrique Nationale de Herstal.

### Dipinti murali
- 1902: decorazione dello sfondo del Théâtre royal de Liège.

### Quadri
- 1887: Les lavandières d'Étretat, collezione privata;
- 1902: Jeunesse, al Musée des beaux-arts de Liège;
- La fuite irréparable du temps, Musée des beaux-arts de Liège.